# 엑스컴
엑스컴(XCOM)은 엘리트 국제 조직을 지휘해서 지구에 침입한 외계 세력에 대항하는 임무를 수행하는 SF 비디오 게임 시리즈이다.

## 게임
- 엑스컴: 에너미 언너운(엑스컴: UFO 디펜스, 1994년)
- 엑스컴: 테러 프롬 더 딥(심해로부터의 공포)
- 엑스컴 3 (엑스컴: 아포칼립스)
- 엑스컴: 인터셉터
- 엑스컴: 퍼스트 에일리언 인베이전
- 엑스컴: 인포서
- 엑스컴: 제네시스
- 엑스컴: 얼라이언스
- 엑스컴: 에너미 언노운 (2012년)
- 더 뷰로: 기밀 해제된 엑스컴(The Bureau: XCOM Declassified)
- 엑스컴: 에너미 위드인
- 엑스컴 2
- 엑스컴 2: 선택된 자의 전쟁
- 엑스컴: 키메라 스쿼드